# Farsetia stenoptera
Farsetia stenoptera là một loài thực vật có hoa trong họ Cải. Loài này được Hochst. mô tả khoa học đầu tiên năm 1848.